# GarageBand
GarageBand és una aplicació informàtica desenvolupada per Apple Computer, per als sistemes operatius Mac OS X i iOS, que permet a l'usuari crear música i podcasts. És una versió més lleugera i orientada a aficionats de Logic Pro.

## Característiques

### Gravació d'àudio
L'aplicació permet gravar i reproduir diverses pistes d'àudio. Es poden incorporar filtres utilitzats per AU (audio unit), que ajuden a millorar la pista amb diversos efectes com la distorsió, l'eco, o la reverberació entre d'altres. GarageBand ofereix la possibilitat de gravar amb una resolució d'àudio de 16 bits o 24 bits.

### Instruments
GarageBand disposa de 1000 loops samplejats i 50 instruments samplejats o sintetitzats, que poden ser utilitzats amb un teclat MIDI, connectat a l'ordinador, amb el teclat de la pantalla, o amb l'ús d'una entrada QWERTY
GarageBand inclou:
- Teclats. Disposa d'un piano, un piano electrònic i orgues entre d'altres.
- Smart Guitar que inclou 4 guitarres; una acústica, dos elèctriques i una distorsionada. Hi ha també, una gran varietat de pedals i efectes sonors que simulen el hardware de companyies com Marshall Amplification o Fender Musical Instruments Corporation.
- Smart Bass. Hi ha tres baixos elèctrics, un acústic i tres baixos samplejats. El baix no pot tocar acords, només notes separades.
- Disposa de tres tipus diferents de tambors. El kit de bateria estàndard, que inclou tres kits de bateria realista, tres kits de bateria electrònica i el Drum Smart que permet organitzar els sons de bateria pel seu volum i complexitat.
- L'usuari també pot enregistrar un so i reproduir-lo amb el teclat. Després pot ser modificat amb efectes.
- L'actualització 1.2 de GarageBand va incloure una secció de corda amb violins, violoncels i contrabaixos, capaços de reproduir notes amb legato, staccato i pizzicato
- Trobem també pedals amb efectes de so que es poden personalitzar, així com samplers i amplificadors de guitarra.

Loops i instruments addicionals estan disponibles en els GarageBand Jam Packs, productes separats oferts per Apple.

### Jam Packs
Un Jam Pack té un cost de 99$ i agrega aproximadament més de 2000 loops i una dotzena de nous instruments, Si l'usuari té un compte. Mac, pot descarregar-se gratuïtament mostres dels diferents Jam Packs.
Els Jam Packs són distribuïts per Apple i s'agrupen en diferents estils i generes.
Actualment són els següents:
- GarageBand Jam Pack: Remix Tools
- GarageBand Jam Pack: Rhythmsection
- GarageBand Jam Pack: SymphonyOrchestra
- GarageBand Jam Pack: WorldMusic
- GarageBand Jam Pack: Voices

### Edició MIDI
GarageBand permet importar en MIDI i això ajuda a l'usuari a poder modificar diferents aspectes de les notes enregistrades, com el to, la velocitat o la duració. El to pot ser ajustat en una escala de 0 a 127. La velocitat, que determina l'amplitud (volum) en una escala de 0 a 127. La duració es pot ajustar manualment.
GarageBand també ofereix capacitats d'edició global de la informació MIDI, com una sincronització millorada, també coneguda com a quantizing.

### Classes de música
Una de les novetats de GarageBand ’09 són les lliçons de piano i guitarra que es poden descarregar a LessonStore.
Hi ha dos tipus de lliçons; les lliçons bàsiques, que són de descàrrega gratuïta, i les lliçons d'artistes que s'han de comprar. En els dos tipus surt una persona en un vídeo explicant com es toca aquell àudio, la diferència però, és que a les lliçons d'artistes, el professor és el propi músic compositor. Al novembre de 2009 apareixien artistes com Sting, Norah Jones i OneRepublic entre d'altres.

### Limitacions
L'aplicació no està destinada a músics professionals perquè té algunes limitacions i és per això que s'utilitza sobretot per a ajudar a principiants i músics amateurs a produir música. Tot i que les gravacions són de molt bona qualitat, les limitacions es troben al software que per exemple no el tempo i armadura no poden ser canviats en una cançó. Altres aspectes en contra de l'ús professional de l'aplicació són la falta d'una sortida MIDI perquè l'usuari no estigui tan limitat en la utilització d'instruments externs, i que les pistes es puguin invertir.

### GarageBand per iOS
El 2 de març de 2011, Apple anuncia una versió de GarageBand per iPad. Pel que fa al funcionament és molt semblant que el del sistema Mac OS X. Les creacions poden ser enviades per correu i són compatibles amb totes les versions d'Ipad.
L'1 de novembre de 2011, Apple presenta GarageBand per iOS 1.1 i afegeix el suport iPhone i iPod Touch. Aquesta versió permet crear compassos 3/4, 6/8 i exportar en format AAC i AIFF.
El 7 de març de 2012, Apple actualitza GarageBand a 1.2 amb suport per als iPads de tercera generació. A més a més permet la possibilitat de pujar cançons a Facebook, Youtube i SoundCloud.

## Història
GarageBand va ser desenvolupat per Apple sota la direcció del Dr. Lengeling Gerhard, exmembre de l'empresa alemanya Emagic, els fabricants Logic Audio.(Emagic va ser adquirit per Apple l'any 2002).
L'aplicació va ser anunciada per Steve Jobs en un discurs a la MacworldConference& Expo a San Francisco el 6 de gener de 2004. El músic John Mayer va estar present a la demostració.
GarageBand 2 va ser anunciat a la MacworldConference& Expo l'11 de gener de 2005. Aquesta nova versió afegia algunes millores com la possibilitat d'editar amb notació musical, gravar fins a 8 pistes i arreglar el temps i l'altura de la gravació. Aquest mateix any TrentReznor, el líder de la banda NinelnchNails, va llançar algunes cançons del seu àlbum With Teeth amb arxius GarageBand.
GarageBand 3 es va anunciar a la MacworldConference& Expo de 2006, incloïa l'opció de fer poadcasts i més de 200 efectes i jingles.
GarageBand 4, també conegut com a GarageBand ’08 tenia la possibilitat de gravar seccions d'una cançó per separat, com per exemple línies de veus i ponts.
GarageBand 5, és part del iLife 09. Inclou les classes de música, nous pedals d'efectes sonors per a guitarra i piano.
GarageBand 6, també conegut com a GarageBand 11 és part del iLife 11, paquet que va ser llençat el 20 d'octubre de 2010. Aquesta versió inclou noves lliçons de guitarra i piano i altres pedals d'efectes i amplificadors de guitarra.

## Disponibilitat
Abans del llançament d'App Store, GarageBand només estava disponible com una part de iLife, juntament amb altres aplicacions com iPhoto, iMovie, iDVD i iWeb, destinades a simplificar la creació i organització de continguts audiovisuals digitals. El 6 de novembre de 2011 GarageBand, juntament amb les altres aplicacions va sortir de forma independent a App Store.

## Aplicacions similars
- Ableton Live
- Cubase
- LMMS
- Ardour
- FL Studio
- Pro Tools
- REAPER
- Logic Pro